# Akhil Bharatiya Hindu Mahasabha

Die ABHM-Flagge existiert in verschiedenen Versionen. Die in der Hindu-Farbe Orange gehaltene Flagge zeigt verschiedene Hindu-Symbole: eine Swastika als Sonnensymbol, die Sanskrit-Silbe Om, und oft auch stilisierte Lotosblüten.

Akhil Bharatiya Hindu Mahasabha (ABHM, Hindi अखिल भारतीय हिन्दू महासभा akhil bhāratīya hindū mahāsabhā, „Gesamtindische Hindu-Großversammlung“), manchmal als All India Hindu Mahasabha (AIHM) ins Englische teilübersetzt, ist eine hindunationalistische Partei in Indien. Sie wurde 1915 gegründet.

## Geschichte zur Kolonialzeit
Erste Vorläuferorganisationen von ABHM auf lokaler Ebene entstanden in Zusammenhang mit den Streitigkeiten nach der Teilung Bengalens 1905 in Britisch-Indien. Unter dem damaligen Vizekönig Lord Curzon war die Teilung der Provinz Bengalen in zwei neue Provinzen Ostbengalen und Assam, sowie Bengalen erfolgt. Die neue Provinz Bengalen hatte eine Hindu-Mehrheit, die Provinz Ostbengalen und Assam war mehrheitlich muslimisch. Die Teilung wurde durch die Briten mit administrativen Gründen gerechtfertigt. Viele national denkende Inder sahen darin jedoch den Versuch der britischen Kolonialadministration, einen Keil zwischen die Hindus und Muslime zu treiben und damit die aufkeimende indische Autonomiebewegung zu spalten.
Im Zuge der emotional aufgeladenen Debatten um die Teilung wurde im Dezember 1906 in Dacca die Gesamtindische Muslimliga (All India Muslim League) gegründet, deren Ziel die Vertretung spezifisch muslimischer Interessen war. Auch auf Seiten der Hindus regten sich kommunalistische Bestrebungen, die zum Teil auf frühere Hindu-Reformbewegungen zurückgingen. 1907 wurde im Punjab eine erste Hindu-Vereinigung (Hindu Sabha) mit dem Ziel der Verteidigung von Hindu-Interessen gegründet. Ähnliche Vereinigungen entstanden auch an anderen Orten und ein erster Kongress der Gesamtindischen Hindu Mahasabha fand im Jahr 1915 statt. Dies kann als Gründungsdatum der ABHM gelten.
Anfänglich konzentrierte sich die ABHM schwerpunktmäßig auf eine Art Wiedergeburt oder Neubelebung des Hinduismus und wehrte sich hauptsächlich gegen westliche Kultureinflüsse. In ihrem 1925 verkündeten Programm erklärte sie zu ihren politischen Zielen unter anderem die Organisation von Hindu-Vereinigungen, die Unterstützung von Hindus, die Opfer kommunalistischer Gewalt geworden waren und die Rekonversion von Hindus, die zwangsweise zum Islam konvertiert worden waren bzw. seien. Hindi sollte als Sprache in ganz Indien popularisiert werden, das Gemeinschaftsgefühl der Hindus insgesamt sollte gefördert und die soziale Stellung von Hindu-Frauen gestärkt werden. Die ABHM bekannte sich zu einem gutnachbarschaftlichen Zusammenleben mit Muslimen und Christen.

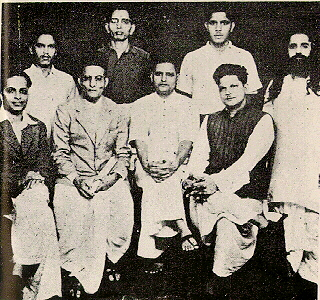
Gruppenfoto von ABHM-Anhängern aus den 1930/40er Jahren. Stehend: Shankar Kistaiya, Gopal Godse, Madanlal Pahwa, Digambar Badge, sitzend: Narayan Apte, Vinayak Damodar Savarkar, Nathuram Godse, Vishnu Karkare

In den Anfangsjahren war die Hindu Mahasabha mit dem Indischen Nationalkongress verbunden, der damals eine Sammelbewegung aller möglichen heterogenen Gruppen bildete, deren gemeinsames Ziel die Selbstregierung Indiens war. In den 1930er Jahren trennten sich jedoch die Wege von Kongress und ABHM. Die Kongressführung verbot die gleichzeitige Mitgliedschaft in Organisationen, die sie als kommunalistisch betrachtete, wie der ABHM. Die ABHM warf Mohandas Gandhi, dem Führer des Kongresses, vor, eine Appeasement-Politik gegenüber den Muslimen zu betreiben.  Zum politischen Hauptgegner der ABHM in dieser Zeit wurde die Muslimliga. Ab etwa der zweiten Hälfte der 1930er Jahre, insbesondere ab 1938, als Vinayak Damodar Savarkar Vorsitzender wurde, richtete sich die Agitation der ABHM zunehmend gegen die Kongresspartei. Nachdem die Kongresspartei-geführten Provinzialregierungen aus Protest gegen die Erklärung der Kriegsteilnahme Britisch-Indiens durch den Vizekönig Lord Linlithgow zurückgetreten waren, ging die Hindu Mahasabha in den Provinzen Bengalen und Sindh sogar Regierungskoalitionen mit muslimisch-kommunalistischen Parteien wie der Muslimliga ein. Ab 1942 war Syama Prasad Mukherjee Parteivorsitzender, der eine pragmatischere Politik betrieb, die sich in vielen Positionen wieder dem Kongress annäherte. Als Gandhi und die Kongressführung 1942 die „Quit India“-Bewegung ausrief, mit der die Briten zum sofortigen Verlassen Indiens aufgefordert wurden, stellte sich die ABHM jedoch genauso wie die Muslimliga dagegen.

## Die ABHM im Kontext anderer hindunationalistischer Organisationen
1925 wurde als weitere hindunationalistische Organisation der Rashtriya Swayamsevak Sangh (RSS), die „Nationale Freiwilligenorganisation“ gegründet. Im Gegensatz zur ABHM, die eher eine lose Assoziation war, war der RSS von Anfang an straff organisiert und diszipliniert. Anfänglich gab es viele Gemeinsamkeiten zwischen RSS und ABHM und die beiden Organisationen veranstalteten gemeinsame Aktionen. Ihre Organisationsstrukturen blieben dabei jedoch getrennt. Beide Organisationen waren anfänglich stark auf die ideologische Festigung und Charakterbildung bzw. kulturelle Aspekte des Hindutums fixiert und weniger an ganz konkreter Politikgestaltung interessiert. Dies änderte sich in den 1930er Jahren, als ABHM politisch immer aktiver wurde und sich an Provinzialvertretungswahlen und an den Provinzregierungen beteiligte, während der RSS dies bis zum Ende der Kolonialzeit nicht tat. Zwei Ereignisse führten dazu, dass sich auch der RSS der konkreten Tagespolitik zuwandte: die Teilung und Unabhängigkeit Indiens 1947 und die Ermordung Mohandas Gandhis durch den Hindu-Extremisten und das Hindu Mahasabha-Mitglied Nathuram Godse und das darauffolgende Verbot des RSS 1948–49. Danach wandten sich viele RSS-Mitglieder der aktiven Politik zu.
Im Jahr 1951 kam es zur Gründung einer weiteren hindunationalistischen Organisation, die explizit als politische Partei konzipiert war. Diese Partei, die Bharatiya Jana Sangh (kurz: Jan Sangh), wurde durch Syama Prasad Mukherjee, einen ehemaligen Minister im Kabinett Nehru und ehemaliges Mitglied der ABHM gegründet. Die neue Partei war stark von RSS-Mitgliedern (darunter auch Mukherjee selbst) geprägt. Nachdem die erste indische Parlamentswahl 1951/52 für die hindunationalistischen Parteien Jan Sangh und ABHN enttäuschend verlaufen war (die Kongresspartei gewann mit 45 % der Wählerstimmen eine Zweidrittelmehrheit der Wahlkreise), gab es Ideen zur Vereinigung beider Parteien, die jedoch nicht zur Ausführung kamen.

## Entwicklung seit der Unabhängigkeit

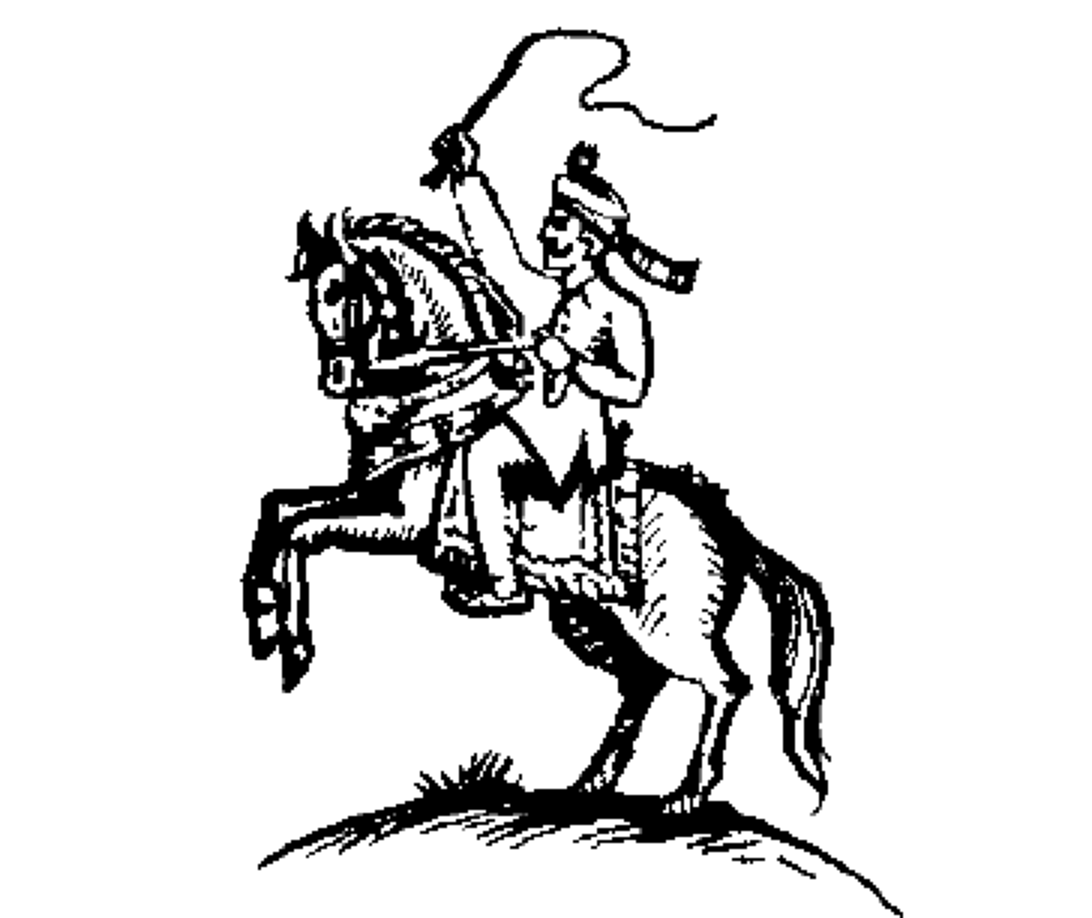
Bei der ersten Parlamentswahl 1951/52 wurde ABHM durch die Indische Wahlkommission als „nationale Partei“ anerkannt und erhielt das Symbol „Ross und Reiter“, das landesweit als Erkennungszeichen der Partei diente

Im unabhängigen Indien konnte ABHM keine größere Bedeutung gewinnen. In den 1950er Jahren gewann ABHM bei den Wahlen zu den Regionalparlamenten zu einigen nordindischen Bundesstaaten teilweise mehr als 10 % der Stimmen. Danach sank sie jedoch in die Rolle einer kleinen Splitterpartei ab und die Führungsrolle im hindunationalistischen Lager wurde durch die Jan Sangh, bzw. ab 1980 deren Nachfolgepartei, die Bharatiya Janata Party (BJP) übernommen. Bei der Parlamentswahl 1951–52 gewann ABHM 4 Wahlkreise (von über 400), 1957 und 1962 noch je einen und bei den folgenden Wahlen keinen mehr. Lediglich bei der Wahl 1989 war sie einmalig erfolgreich (Wahlkreis 38-Gorakhpur, Uttar Pradesh).
Heute macht die ABHM als kleine relativ bedeutungslose Splittergruppe durch gelegentliche extreme Äußerungen und Forderungen von sich reden. Am 30. Januar 2016 feierte die Partei den Jahrestag der Ermordung Gandhis durch Nathuram Godse. Seit längerem fordert sie auch, dem Attentäter ein Denkmal zu errichten. Im April 2015 machte die stellvertretende Vorsitzende von ABHM von sich reden, als sie Zwangssterilisationen von Muslimen und Christen forderte, um deren stärkeres Bevölkerungswachstum als das der Hindus einzudämmen.

## Das Programm aus dem Jahr 1949
Im Dezember 1949 verabschiedete die ABHM-Versammlung in Kalkutta ihr Programm, das bis heute Gültigkeit hat.
Demnach strebt ABHM ein „vereinigtes Hindustan“ (Akhand Hindustan) vom Himalaya bis zum Indischen Ozean durch Vereinigung der heutigen Staaten Indien (Bharat), Pakistan und Bangladesch an. Sie vertritt das Konzept der „Hindu-Rashtra“, d. h., dass Indien die nationale Heimstätte der Hindus sein soll, analog wie sich beispielsweise Israel als Heimstätte aller Juden weltweit verstehe. Die Nicht-Hindus in diesem Staat sollten aber dieselben Rechte wie die Hindus genießen. Im Verhältnis zu anderen Staaten befürwortete die ABHM in ihrem Programm von 1948 gute Beziehungen zur Volksrepublik China (dies war noch vor dem Indisch-chinesischen Grenzkrieg von 1962), allerdings auch die Unabhängigkeit Tibets. Außerdem sprach sie sich für die Wiedervereinigung Koreas, für die „Befreiung“ der besetzten Kriegsverliererstaaten Deutschland und Japan, für gute Beziehungen zu den Nachbarstaaten und enge Beziehungen zum 1948 gegründeten Staat Israel aus. In Bezug auf die Kulturpolitik sollten die zentralen Hindu-Feste den Charakter von Nationalfesten erhalten, das Schlachten von Kühen sollte unter Strafe gestellt, Sanskrit in den indischen Schulen obligatorisches Schulfach und Hindi in Devanagari-Schrift zur lingua franca des Hindu-Staatswesens werden. Die öffentliche Ordnung solle nicht nur auf Gesetzen und Strafandrohungen beruhen, sondern besonderer Wert sei auch auf die spirituell-moralische Erziehung der Menschen zu legen. Das Hindu-Staatswesen solle ein Bundesstaat sein, mit Bundesstaaten, deren Grenzen im Wesentlichen auf linguistischen Prinzipien beruhten.